# Lanty-sur-Aube
Lanty-sur-Aube is een gemeente in het Franse departement Haute-Marne (regio Grand Est) en telt 139 inwoners (2008). De plaats maakt deel uit van het arrondissement Chaumont.

## Geografie
De oppervlakte van Lanty-sur-Aube bedraagt 20,9 km², de bevolkingsdichtheid is 7,0 inwoners per km².
De onderstaande kaart toont de ligging van Lanty-sur-Aube met de belangrijkste infrastructuur en aangrenzende gemeenten.

## Demografie
Onderstaande figuur toont het verloop van het inwonertal (bron: INSEE-tellingen).